# Liste der Luftattachés des Deutschen Reiches
Die Liste der Luftattachés des Deutschen Reiches bietet eine Übersicht über die Träger des Amtes deutscher Luftattachés und zum Teil ausgewählter Hilfskräfte im Arbeitsstab, die an den deutschen Botschaften/Gesandtschaften der Weimarer Republik und des Deutschen Reiches eingesetzt waren. Etwa ab 1920 reifte der Gedanke in den militärischen Führungskreisen der Weimarer Republik, dass es nicht ausreicht, nur Marineattachés für den maritimen Bereich einzusetzen und Militärattachés für die Belange des Heeres im Ausland verfügbar zu haben. Sowohl die vom ursprünglichen Ausgangspunkt her völlig neue technische Entwicklung der zivilen und militärischen Luftfahrt als auch die internationalen Forschungen in den Segmenten Antriebstechnik, Flugkörper, Treibstoffe, allen voran Italien, Belgien, die USA, Großbritannien und Frankreich führten unmittelbar nach dem Ersten Weltkrieg dazu, dass mehrere Länder ohne Deutschland, begannen Luftattachés einzusetzen. Bedingt durch die Bestimmungen des Versailler Vertrages war es Deutschland untersagt, eine eigene Luftflotte zu unterhalten, Personal dazu auszubilden und die Kontrolle des deutschen Luftraumes oblagt bis 1925 alliierten Kommissionen. Erschwerend kam noch dazu, dass 1920 das Auswärtige Amt einseitig alle militärischen Attachés aus ihren Missionen zurückbeorderte. Erst 1929 gelang es Deutschland, in einem offiziellen und einem getarnten Part, eigene Luftattachés im Ausland zu platzieren. Dabei wurde die grundsätzliche Position zur Rolle von militärischen Attachés, die gegenseitige Akzeptanz der einzelnen Sparten militärischer Attachés untereinander zur Grundlage genommen.
Neu war jedoch, wie es gelingen kann den Vorsprung, den die anderen industriell entwickelten Länder hatten wieder aufzuholen, den Einsatz von Luftattachés zu erreichen und schnell zu einer beständigen Institution werden zu lassen, ohne bereits selbst offiziellerseits über eine eigene Luftwaffe zu verfügen oder verfügen zu dürfen. Bei allen gefundenen „Zwischenlösungen“ bestand der reine Zweck in der Informationsbeschaffung über den Stand der militärischen Technikentwicklung. Bereits Anfang 1929 wurde der erste „Luftattaché“ nach Italien entsandt. Von diesem Zeitpunkt an wurden auch die Präsentationspflichten gegenüber dem Gastland und die Beraterfunktion gegenüber dem diplomatischen Geschäftsträger vor Ort wahrgenommen.

## Attaché-Gruppe
Die Vorbereitung, Entsendung, Koordination des Einsatzes sowie die Betreuung der Attachés während des Auslandsaufenthaltes übernahm eine kleine Arbeitsgruppe mit Sitz in Berlin. Über sie erfolgte auch der Schriftverkehr, die Berichterstattung und bei Notwendigkeit die schriftliche Auftragsvergabe. Strukturell gehörte diese Gruppe anfangs (1928/1929) zu dem im Reichswehrministerium eingerichteten Ministeramt. Das eingesetzte Personal war in zwei Richtungen tätig. Zum einen oblag ihm die Betreuung der aus dem Ausland nach Deutschland entsandten fremden Attachés im Bereich Luftfahrt. Der zweite Arbeitsgegenstand umfasste die Bearbeitung aller, mit den im Ausland befindlichen deutschen Luftattachés zusammenhängender Sachverhalte.

## Liste und Länderzuordnung
Die Liste ist nach den Staaten geordnet, in denen die Luftattachés notifiziert waren oder ihre Gehilfen zum Einsatz kamen. Dort wo die An- und Abreisedaten der Attachés eine Überschneidung aufwiesen, wurde das Datum der offiziellen Amtsübernahme, der Notifizierung bzw. der Übergabe an den Nachfolger im Zielland zugrunde gelegt.

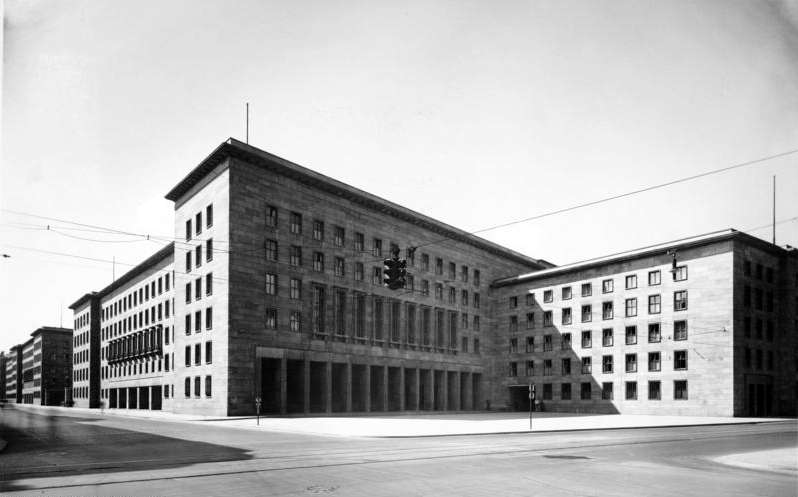
Reichsluftfahrtministerium, seit 1938 auch Sitz der Attaché-Gruppe

## Argentinien
Die für Argentinien eingesetzten Kräfte waren zusätzlich zuständig für Bolivien, Chile (ab 1937), Columbien, Ecuador und Uruguay.
- ab 1. Dezember 1936: Fregattenkapitän Dietrich Niebuhr, ab November 1936 bereits Marineattaché an der deutschen Botschaft in Argentinien, von 1. Oktober 1937 bis Januar 1941 offizieller Luftattaché. Sein Geschäftssitz war in Rio de Janeiro und endete mit seiner Ausweisung Anfang 1941.

- von Februar 1941 bis Juli 1942: Generalmajor Günther Niedenführ (1888–1961), ab Juli 1941 bereits Militärattaché, zugleich Einsatz als Luftattaché. Seinen Sitz hatte er in Rio de Janeiro für Brasilien und in Buenos Aires für Argentinien.[2]

## Belgien
- vom 1. Juli 1935 bis 30. September 1935: Oberst Leo Geyr von Schweppenburg als Luftattaché. Den Sitz hatte er in London.

- vom 1. Oktober 1935 bis 10. Mai 1940: Generalmajor Rudolf Wenninger. Zuerst Sitz in London, wechselte dann 1939 nach Den Haag. Sondereinsatz im Büro des Luftattachés durch Oberstleutnant Carl-August von Schoenebeck (1898–1989) ausschließlich nur während der vier Wochen des Kriegsbeginns vom 1. September bis 30. September 1939.[3]

## Bolivien
- vom 1. Juni 1939 bis 31. Mai 1942: Oberst Hans Busch mit Geschäftssitz in Lima.

## Brasilien
- vom 1. Dezember 1936 bis 22. August 1942: F.Kapt./Kapt.z.See Dietrich Niebuhr. Wegen nachgewiesener nachrichtendienstlicher Tätigkeit wurde die Notifizierung annulliert. Die Aufgaben im Bereich der Luftwaffe führte er dennoch bis 1943 weiter.[4]

## Bulgarien
- von Juli bis 30. September 1935: Generalleutnant Wolfgang Muff. Seinen Geschäftssitz hatte er in Wien.

- vom 1. Oktober 1935 bis 31. Mai 1938: Major Paul Schultheiss. Seinen Geschäftssitz hatte er in Rom.

- vom 1. Juni 1938 bis 31. August 1939: Oberstleutnant Johann Raithel.

- vom 1. September 1939 bis 30. April 1944: Oberstleutnant/Oberst/Generalmajor Carl-August von Schoenebeck (1898–1989). Zusätzlich war im Büro des Luftattachés noch vom Sommer 1942 bis 30. April 1944 als Gehilfe Oberst Clemens von Schönborn-Wiesentheid (1905–1944) eingesetzt.[5]

## Chile
- vom 24. September 1937 bis 30. Juni 1939: F.Kapt./Kapt.z.See Dietrich Niebuhr.

- vom 1. Juli 1939 bis 20. Januar 1942: Oberst Hans Busch mit Geschäftssitz in Lima.[6]

## Dänemark
- vom 17. Juli 1935 bis 1. Februar 1940: F.Kapt. Werner Steffan mit Sitz in Stockholm, zugleich Marineattaché für Norwegen und Schweden, anschließend nur noch Marineattaché Schweden. In seinem Büro war als Gehilfe und zur Einarbeitung ab 1938 Oberst Jens Peter Petersen.

- vom Februar bis 29. April 1940: Oberst Jens Peter Petersen eingesetzt als Luftattaché.

- vom 1. Oktober 1942 bis 1944: Oberst Reinhard von Heimann (* 1889) Einsatz als Luftattaché.

Er gehörte dem Besatzerstab des Reichsbeauftragten für das besetzte Dänemark Cécil von Renthe-Fink an. Ohne über eine Notifizierung von dänischer Seite zu verfügen, war er der Hauptabteilung II des Besatzerstabes zugeteilt. Sein Vorgesetzter war hier SS-Oberführer Paul Kanstein.

## Ekuador
- vom 1. Juni 1939 bis 31. Mai 1942: Oberst Hans Busch mit Geschäftssitz in Lima.

## Estland
- vom 1. Oktober 1935 bis 29. April 1940: Oberstleutnant Horst Rössing (1891–1942) mit Dienstsitz in Helsingfors.[8]

## Finnland
- vom 13. Februar 1920 bis 1. Juli 1922: Presseattaché Hans Ulrich von Kotze, aus Tarnungsgründen erfolgte bei ihm keine offizielle Nominierung als Luftattaché.

- vom 5. Juli 1935 bis 30. September 1935: F.Kapt. Werner Steffan. Sein Geschäftssitz war in Stockholm.

- vom 1. Oktober 1935 bis 29. April 1940: Oberstleutnant Horst Rössing. Der Geschäftssitz war in Finnland.

- vom 30. April 1940 bis 31. Juli 1941: Oberst Jens Peter Petersen.

- vom 1. August 1941 bis 31. Mai 1942: Oberstleutnant/Oberst Horst Kitschmann (1895–1975).

- vom 1. Juni 1942 bis 3. September 1944: Major Franz von Nordenskjöld (* 1907).[9]

## Frankreich
- von Anfang 1935 bis September 1935: Major Hans Speidel Einsatz als Luftattaché.

- vom Oktober 1935 bis 30. September 1936: Generalleutnant Erich Kühlenthal.

- vom 1. Oktober 1936 bis 30. September 1937: Oberst Egloff von Freyberg-Eisenberg-Allmendingen (1883–1984).

- vom 1. Oktober 1937 bis 3. September 1939: Oberst Friedrich-Carl Hanesse. In seinem Büro war als Gehilfe Hauptmann Gerhard von Kaldenberg (1908–1944) vom 1. September 1938 bis 3. September 1939 beschäftigt.[10]

## Griechenland
- 27. September 1933 bis 30. Juni 1937: F.Kapt. Werner Steffan.

- 19. Mai 1939 bis 6. April 1941: Kapt.z.See/Konteradmiral Ralf von der Marwitz. Zugleich Verantwortung für Bulgarien, Rumänien und Türkei.

- von April 1941 bis 1944 K.Kapt./F.Kapt. Franz Maria Liedig. Zugleich hatte er 1940/41 auch die Verantwortung für Bulgarien.

## Irak
Die Aufgaben des Luftattachés für den Irak wurden von Ankara aus wahrgenommen. Eine Notifizierung war dabei nicht vereinbart worden.
- vom 1. April 1936 bis 31. Mai 1940: Oberstleutnant Hans Rohde.

- vom 1. Juni 1940 bis 30. Juni 1943: Oberst Erich Morell.

- vom 1. Juli 1943 bis 1. August 1944: Generalleutnant Karl Kettembeil (1890–1967).[11]

## Iran
- vom 1. April 1936 bis Oktober 1939: Oberstleutnant Hans Rohde.

- von November 1939 bis 17. September 1941: Major Joachim von Geldern-Crispendorf. Er war sowohl Luft- als auch Militärattaché.

## Irland
- von Anfang 1939 bis 3. September 1939: Generalmajor Rudolf Wenninger. Sein Gehilfe war vom 22. August bis 3. September 1939 Hauptmann Eberhard Spiller (1905–1940).[12]

## Italien
- vom 8. April 1929 bis 30. September 1932: Hauptmann Wolfram von Richthofen.

- von Ende 1932: Hauptmann Otto Hoffmann von Waldau Einsatz ohne offizielle Meldung.

- vom 1. April 1933 bis 30. September 1935: Hauptmann Otto Hoffmann von Waldau, Einsatz als Luftattaché mit erfolgter Notifizierung.

- vom 1. Oktober 1935 bis 31. Mai 1938: Major Paul Schultheiß mit Sitz in Rom.

- vom 1. Juni 1938 bis 30. Juni 1941: Generalleutnant Hilmer Freiherr von Bülow. Als sein Gehilfe wurde unter anderem ab 5. Februar 1940 Major Wolfgang Müller-Clemm (1891–1972) eingesetzt.

- vom 1. Juli 1941 bis 30. Juli 1943: Generalleutnant Maximilian von Pohl.

- vom 1. August 1943 bis 2. Mai 1945: Major Wolfgang Müller-Klemm wurde in Salo eingesetzt.[13]

## Japanisches Kaiserreich
- von 1935 bis 13. September 1938: Oberstleutnant Eugen Ott. Als sein Gehilfe war vom 1. Dezember 1937 Flieger-Hauptingenieur Wilhelm Nehmiz (* 1902) in Tokyo tätig.

- vom 14. September 1938 bis 31. März 1939: Oberst Gerhard Matzky. Als Stellvertreter des Luftattachés war von 1938 bis Juli 1941 Major Friedrich Wilhelm Scholl (1898–1981) eingesetzt.

- vom 1. April 1939 bis 8. Mai 1945: Oberstleutnant Wolfgang von Gronau als Luftattaché in Tokyo tätig. Als sein Gehilfe war Flieger-Hauptingenieur Wilhelm Nehmiz ab Anfang 1945 nach Tokyo zurückgekehrt.

- vom 22. Januar 1945: Generalleutnant Ulrich Kessler sollte den amtierenden Lustattaché ersetzten. Auf der Fahrt dorthin erhielt er Kenntnis von der inzwischen erfolgten Kapitulation und begab sich in Kriegsgefangenschaft.

- ab Mai 1945: Generalmajor Wolfgang von Wild war für den Austausch des amtierenden Luftattachés vorgesehen. Auf Grund der Kriegsereignisse kam der vorbereitete Flug über Norwegen nicht mehr zustande. Daraufhin geriet er in Kriegsgefangenschaft.[14]

## Jugoslawien
- vom 1. April 1935 bis 30. September 1935: Oberst Erich Tschunke (1889–1936) wurde mit Sitz in Prag für Jugoslawien als Luftattaché eingesetzt.

- vom 1. Oktober 1935 bis 31. Mai 1938: Oberst Moritz von Faber du Faur (1886–1971).

- vom 1. Juni 1938 bis 31. August 1939: Major Carl-August von Schoenebeck (1898–1989).

- vom 5. September 1939 bis 28. Mai 1941: Oberst Arthur Laumann (1894–1970).[15]

## Kroatien
- von 1942 bis spätestens 1944: Oberstleutnant Ernst Crydt.

## Kolumbien
- vom 1. Juni 1939 bis 18. Dezember 1941: Oberst Hans Busch (1887–1951) mit Geschäftssitz in Lima. Der Abbruch der Beziehungen erfolgte Ende 1941.[16]

## Lettland
- vom 1. Oktober 1935 bis 29. April 1940: Oberstleutnant Horst Rössing mit Sitz in Helsinki. Ab 15. September 1935 erhielt er für das Büro in Riga Unterstützung durch den in Litauen eingesetzten Luftattaché Oberstleutnant Emil Just.

## Litauen
- vom 3. Juli 1935 bis 30. September 1935: Oberst Otto Hartmann. Mit dessen eigentliche Zuständigkeit für die Sowjetunion hatte er einen Sitz in Moskau

- vom 1. Oktober 1935 bis 30. September 1938: Generalmajor Ernst-August Köstring. Sein Geschäftssitz war in Moskau.

- vom 1. Oktober 1938 bis 1940: Oberstleutnant Emil Just.

## Luxemburg
Die Beobachtung erfolgte in Abstimmung mit der Großherzoglichen Regierung durch die eingesetzten Luftattachés von Paris aus.

## Mandschuko
- vom 1. Juni 1939 bis 7. Mai 1945: Oberstleutnant Wolfgang von Gronau als Luftattaché mit Sitz in Tokyo. Als sein Gehilfe war Flieger-Hauptingenieur Wilhelm Nehmiz vom 1. Juni 1939 bis 7. Mai 1945 dort mit tätig.

## Mexiko
- vom 1. Februar 1938 bis 11. Dezember 1941: Generalleutnant Friedrich von Boetticher mit Sitz in Washington.[18]

## Niederlande
- vom 1. Juli 1935 bis 30. September 1935: Generalmajor Leo Geyr von Schweppenburg mit Sitz in London.

- von September 1938 bis 10. Mai 1940: Generalmajor Rudolf Wenninger. Ursprünglich Sitz in London und wechselte dann ohne Ortsangabe. Sein Gehilfe war vom 1. September 1939 bis 15. Oktober 1939 Hauptmann Eberhard Spiller (1905–1940) mit Sitz in Den Haag.[19]

## Norwegen
- vom 17. Juli 1935 bis 31. August 1939: F.Kapt. Werner Steffan. Mit Sitz in Stockholm.

- von September 1939 bis 9. April 1940: Hauptmann Eberhard Spiller.

- von April 1940 bis spätestens 30. September 1942: Oberst Jens Peter Petersen, trotz der militärischen Besetzung des Landes übernahm er von seinem Vorgänger die Aufgaben für die Luftwaffe in Norwegen, war dabei zugleich auch für Dänemark zuständig. Zugeordnet war er in Norwegen und Dänemark dem Stab des Besatzerregimes.[20]

## Österreich
- vom 1. Juli 1935 bis 11. August 1938: Generalleutnant Wolfgang Muff. Der Sitz des Stabes von Luftattaché Muff befand sich in Wien.

Obwohl mit der deutschen Besetzung Österreichs am 12. März 1938 das Amt hinfällig war, behielt Muff den Posten bis zur endgültigen Auflösung der Botschaft und dem Abtransport des gesamten Aktenbestandes nach Deutschland bis August 1938 inne.

## Paraguay
- vom 1. Dezember 1936 bis 26. Januar 1943: F.Kapt. Dietrich Niebuhr. Seinen Sitz hatte er in Buenos Aires.

## Peru
- vom Juli 1939 bis 26. Januar 1942: Oberst Hans Busch mit Geschäftssitz in Lima. Der Abbruch der Beziehungen erfolgte Anfang 1942.[22]

## Polen
- von Juli 1935 bis 30. September 1935: Generalmajor Max Schindler.

- vom 1. Oktober 1935 bis 31. Mai 1938: Oberst Bogislav von Studnitz (1888–1943). Als sein Gehilfe war mit im Büro des Luftattachés Hauptmann Eberhard Kinzel in Warschau tätig.

- vom Juni 1938 bis 3. September 1939: Oberstleutnant Alfred Gerstenberg.

## Portugal
- vom 9. Juli 1935 bis 30. September 1936: Generalleutnant Erich Kühlenthal mit Sitz in Paris.

- vom 1. Oktober 1936 bis 30. September 1937: Oberst Egloff von Freyberg-Eisenberg-Allmendingen (1883–1984). Er behielt den Geschäftssitz seines Vorgängers in Paris bei.

- vom 1. Oktober 1937 bis 30. April 1939: Oberst Friedrich-Carl Hanesse (1892–1975). Zugleich trug er Verantwortung für Frankreich.

- vom 1. Mai 1939 bis 31. August 1939: Oberstleutnant Alexander von Scheele (1887–1939[23]) mit Geschäftssitz in Madrid.

- vom 21. August 1939 bis 31. März 1942: Oberst/Generalmajor Eckard Krahmer (1892–1987). Als sein Gehilfe war von 1940 bis 1942 Major Johannes Hashagen (1887–1948) im Büro des Luftattachés eingesetzt.

- vom 1. April 1942 bis 30. Juni 1943: Generalmajor Karl Kettembeil (1890–1967). Als getarnter Gehilfe des Luftattachés war der Abwehroffizier Heinrich Wenzlau vom Amt Ausland/Abwehr im Büro mit angemeldet.

- vom 1. Juli 1943 bis 7. Mai 1945: Oberst Johannes Hashagen (1887–1948) übernahm das Amt des Luftattachés als früherer Gehilfe.[24]

## Rumänien
- vom 1. April 1935 bis August 1936: Oberst Erich Tschunke. Seinen Geschäftssitz hatte er in Prag.

- vom 1. November 1936 bis Juli 1937: Oberstleutnant Rudolf Toussaint, ebenfalls mit Sitz in Prag.

- vom 1. August 1937 bis 31. Mai 1938: Oberst Kurt Wahle.

- vom 1. Juni 1938 bis 27. August 1944: Oberst Alfred Gerstenberg. Bis zum September 1939 erfolgte sein Einsatz als Luftattaché von Warschau aus.[25]

## Schweden
- vom 17. Juli 1933 bis 1938: K.z.See Werner Steffan als Luftattaché tätig.

- von 1938 bis 30. September 1942: Oberst Jens Peter Petersen.

- vom 1. Oktober 1942 bis 31. Oktober 1944: Oberst Reinhard von Heimann (* 1889). Gehilfe des Luftattaché war Hauptmann Hans Thiemann vom September 1943. Als getarnter Gehilfe war der Nachrichtenoffizier Friedrich Busch vom Amt Ausland/Abwehr zusätzlich im Büro tätig.

- vom 1. November 1944 bis 7. Mai 1945: Major Heinrich Golcher (* 1911).[26]

## Schweiz
- von Juli 1935 bis 31. Oktober 1937: Generalleutnant Wolfgang Muff mit Sitz in Wien.

- vom 1. November 1937 bis 3. September 1939: Oberstleutnant Iwan von Ilsemann.

- vom 4. September 1939 bis 31. August 1940: Oberst Friedrich-Carl Hanesse.

- vom 1. September 1940 bis 7. Mai 1945: Oberstleutnant Helmuth Gripp (* 1896).[27]

## Slowakei
- vom 1. Februar 1941 bis 21. Oktober 1944: Generalmajor/Generalleutnant Ludwig Keiper (1893–1981).

## Sowjetunion (UdSSR)
- vom 3. Juli 1935 bis 30. September 1935: Oberstleutnant Otto Hartmann als Luftattaché in Moskau eingesetzt.

- vom 1. Oktober 1935 bis September 1939: Generalmajor Ernst-August Köstring als Militärattaché ebenfalls zuständig für die Luftwaffe.

- vom 1. Oktober 1939 bis 22. Juni 1941: Generalmajor Heinrich Aschenbrenner als Luftattaché in Moskau tätig. Als Büro bezog er die gerade mit dem deutschen Überfall auf Polen verlassene polnische Botschaft in Moskau.[28]

## Spanien
- von Oktober 1929 bis März 1931: Rittmeister Paul Schultheiss. Zum Studium der spanischen Luftwaffe als getarnter Luftattaché im Land.

- vom 9. Juli 1935 bis 30. November 1936: Generalleutnant Erich Kühlenthal bei den putschenden militärischen Einheiten unter General Francisco Franco in San Sebastian als Luftattaché im Einsatz. Seinen Hauptsitz hatte er in Paris.

- vom 1. Dezember 1936 bis 30. Juni 1938: Oberst Erich Dommenget (1884–1965) als Luftattaché tätig.

- vom 1. Juli 1938 bis 4. August 1939: Oberstleutnant Alexander von Scheele.

- vom 21. August 1939 bis 30. Juni 1941: Oberst Eckard Krahmer (1892–1978) als Luftattaché im Einsatz. Dem Büro zugegliedert war 1940 als getarnter Gehilfe der Nachrichtenoffizier Oberst Hermann von Wenckstern.

- vom 1. Juli 1941 bis 31. März 1942: Generalleutnant Hilmer Freiherr von Bülow.

- vom 1. April 1942 bis 7. Mai 1945: Generalmajor Eckard Krahmer.[29]

## Thailand
- vom 1. Juli 1941 bis 7. Mai 1945: Major Friedrich Scholl als Luftattaché im Einsatz.

## Tschechoslowakei
- vom 1. April 1935 bis August 1936: Oberst Erich Tschunke (1889–1936).

- vom 1. November 1936 bis Mai 1937: Oberst Rudolf Toussaint.

- vom 1. Juli 1937 bis 15. März 1939: Hauptmann Erich Möricke (1902–1940).

## Türkei
- vom 1. April 1936 bis 31. Mai 1940: Oberstleutnant Hans Rohde. Als Militärattaché nahm er die Aufgaben des Luftattachés mit wahr. Zur Unterstützung hatte er vom 10. Oktober 1938 bis Anfang 1940 Major Joachim von Geldern-Crispendorf (* 1891) im Büro.

- vom 1. Juni 1940 bis 30. Juni 1943: Oberst Erich Morell als Luftattaché.

- vom 1. Juli 1943 bis 1. August 1944: Generalleutnant Karl Kettembeil als Luftattaché.[30]

Am 31. Juli 1944 brach die Türkei die diplomatischen Beziehungen zum Deutschen Reich ab.

## Ungarn
- vom 1. Januar 1935 bis 31. Mai 1938: Major Paul Schultheiss mit Sitz in Rom. Seine Notifizierung als Luftattaché für Ungarn war am 3. Juli 1935 erfolgt.

- vom 1. Juni 1935 bis 31. Dezember 1944: Oberstleutnant Heribert Fütterer.[31]

## Uruguay
- vom 1. Dezember 1936 bis 26. Januar 1943: F.Kapt. Dietrich Niebuhr als Luftattaché mit Sitz in Buenos Aires.

## Vereinigtes Königreich (Großbritannien)
- vom 1. Juli 1935 bis 30. September 1935: Generalmajor Leo Geyr von Schweppenburg.

- vom 1. Oktober 1935 bis 3. September 1939: Generalmajor Rudolf Wenninger. Sein Gehilfe war vom 1. September 1938 bis 1. September 1939 Hauptmann Eberhard Spiller.[32]

Abbruch der Beziehungen zwischen Deutschland und Großbritannien mit dem Zeitpunkt der Kriegserklärung.

## Vereinigte Staaten von Amerika (USA)
- vom 30. Juli 1935 bis 11. Dezember 1941: Generalleutnant Friedrich von Boetticher als Luftattaché in Washington tätig.[33]

Mit der Kriegserklärung vom 11. Dezember 1941 wurde die Botschaft geschlossen und das Botschaftspersonal vorübergehend interniert.

## Venezuela
- vom 1. Juli 1939 bis 31. Mai 1942: Oberst Hans Busch als Luftattaché mit Geschäftssitz in Lima eingesetzt.[34]